# Gerfaut
Gerfaut – francuski wielki niszczyciel z okresu II wojny światowej z grupy typów 2400-tonowych, podtypu Aigle. W służbie od 1932, samozatopiony w Tulonie 27 listopada 1942.

## Historia
„Gerfaut” należał do podtypu Aigle francuskich 2400-tonowych wielkich niszczycieli (grupy C). Nazwa znaczy „białozór”. Zamówiono go w ramach programu z 1927 roku. Na próbach, w stanie lekkim, rozwinął prędkość maksymalną 41,2 w. Nosił numery burtowe: w latach 1932-36: 4, 1936-39: 71, 1939-42: X72.

## Służba w skrócie
Po wybuchu II wojny światowej „Gerfaut” służył na Morzu Śródziemnym, bazując w Tulonie, w składzie 7. Dywizjonu Kontrtorpedowców (z „Albatros” i „Vautour”). Do maja 1940 został wyposażony w brytyjską stację hydrolokacyjną Asdic (obok „Vautour”). Jako jedyny ze śródziemnomorskich niszczycieli typu 2400-tonowego, nie wziął udziału w ostrzeliwaniu w czerwcu 1940 włoskich portów.
Po upadku Francji, pozostał pod kontrolą rządu Vichy. W latach 1940–1942 wzmocniono mu lekkie uzbrojenie przeciwlotnicze, dodając podwójne działko 37 mm i 2 pojedyncze wkm 13,2 mm.
„Gerfaut” wraz z innymi okrętami został samozatopiony podczas niemieckiej próby zagarnięcia floty francuskiej w Tulonie 27 listopada 1942. Po przejęciu Tulonu przez Włochów, podnieśli oni okręt, lecz nie podjęli remontu. Został następnie zatopiony pomiędzy listopadem 1943 a marcem 1944 przez lotnictwo alianckie. Wrak został złomowany.
Szczegółowy opis i dane – w artykule niszczyciele typu 2400-tonowego